# Шевченко (Иркутская область)
Шевченко — деревня в Тайшетском районе Иркутской области России. Входит в состав Квитокского муниципального образования. Находится примерно в 34 км к северо-востоку от районного центра.

## Население
| 2002 | 2010 | 2011 | 2012 |
| ---- | ---- | ---- | ---- |
| 47   | ↘35  | →35  | →35  |